# Frontière entre l'Andorre et l'Espagne
La frontière entre l'Andorre et l'Espagne est la frontière séparant l'Andorre et l'Espagne.

## Géographie

### Description générale
La frontière entre l'Andorre et l'Espagne s'étend sur 67 km au sud d'Andorre et au nord de l'Espagne dans le massif des Pyrénées. Les deux pays étant pour l'essentiel situés sur le même bassin versant, les communications sont bien plus aisées qu'entre Andorre et la France. Elle sépare les paroisses andorranes de La Massana, Andorre-la-Vieille, Sant Julià de Lòria, Escaldes-Engordany et Encamp de trois comarques catalanes de la province de Lérida (le Pallars Sobirà, l'Alt Urgell et la Cerdagne).
La frontière débute à l'ouest au tripoint occidental Andorre-France-Espagne (42° 36′ 13″ N, 1° 26′ 30″ E) correspondant au pic de Médécourbe (2 914 m). Elle suit d'abord une direction générale vers le sud jusqu'au confluent du riu Runer et de la Valira (840 m) situé quelques kilomètres au sud de la ville de Sant Julià de Lòria. C'est à ce niveau ( 42° 26′ 08″ N, 1° 28′ 22″ E) que se trouve la principale voie de communication entre les deux pays, avec la jonction entre la route CG-1 côté andorran et la route N-145 côté espagnol à hauteur du poste frontière de La Farga de Molas. Le tracé de la frontière est ensuite orienté vers le nord-est jusqu'au tripoint oriental Andorre-Espagne-France (42° 30′ 09″ N, 1° 43′ 34″ E) à la portella Blanca d'Andorra, à proximité du pic de la Portella.

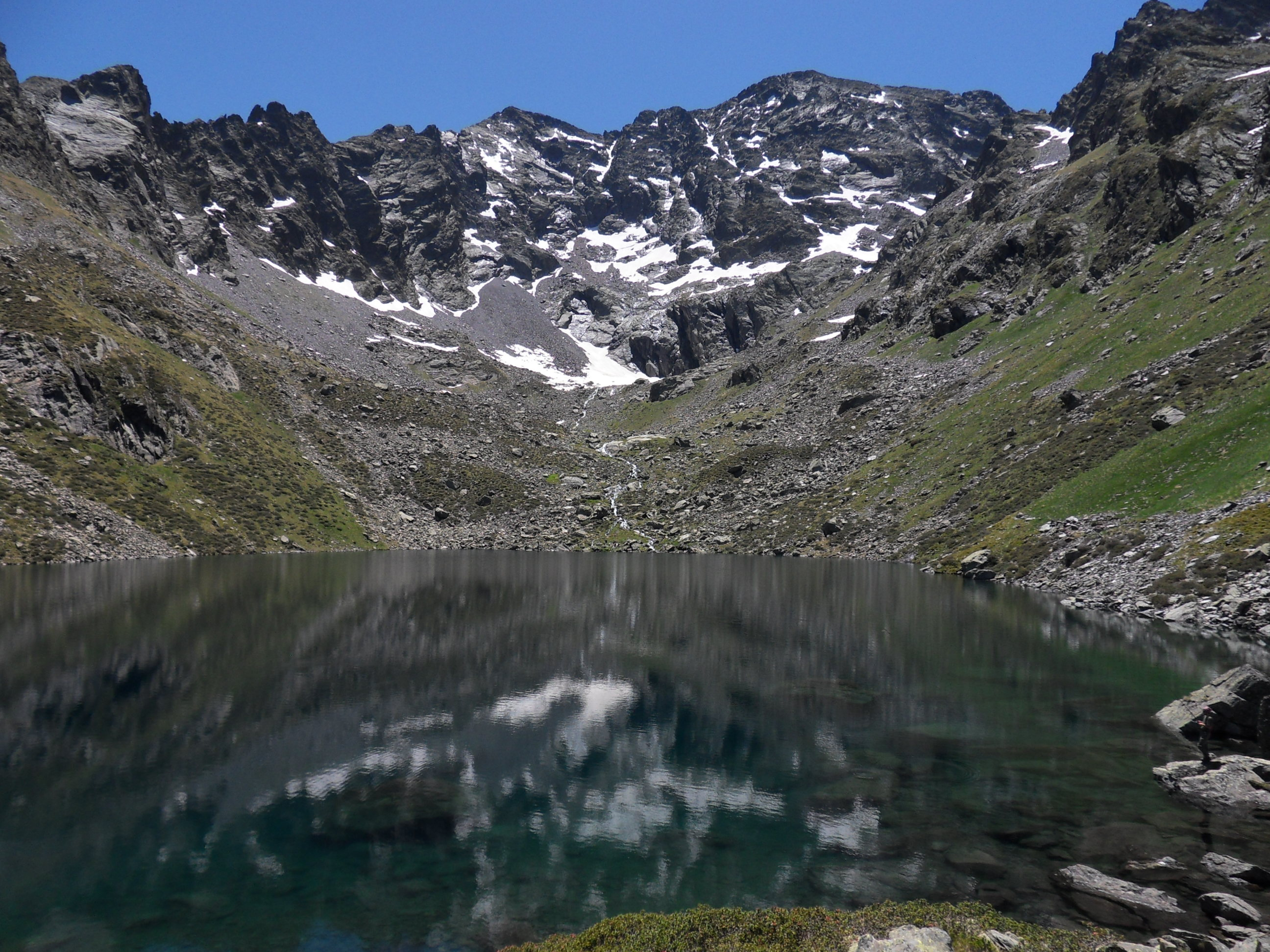
Le pic de Médécourbe, tripoint occidental Andorre-France-Espagne
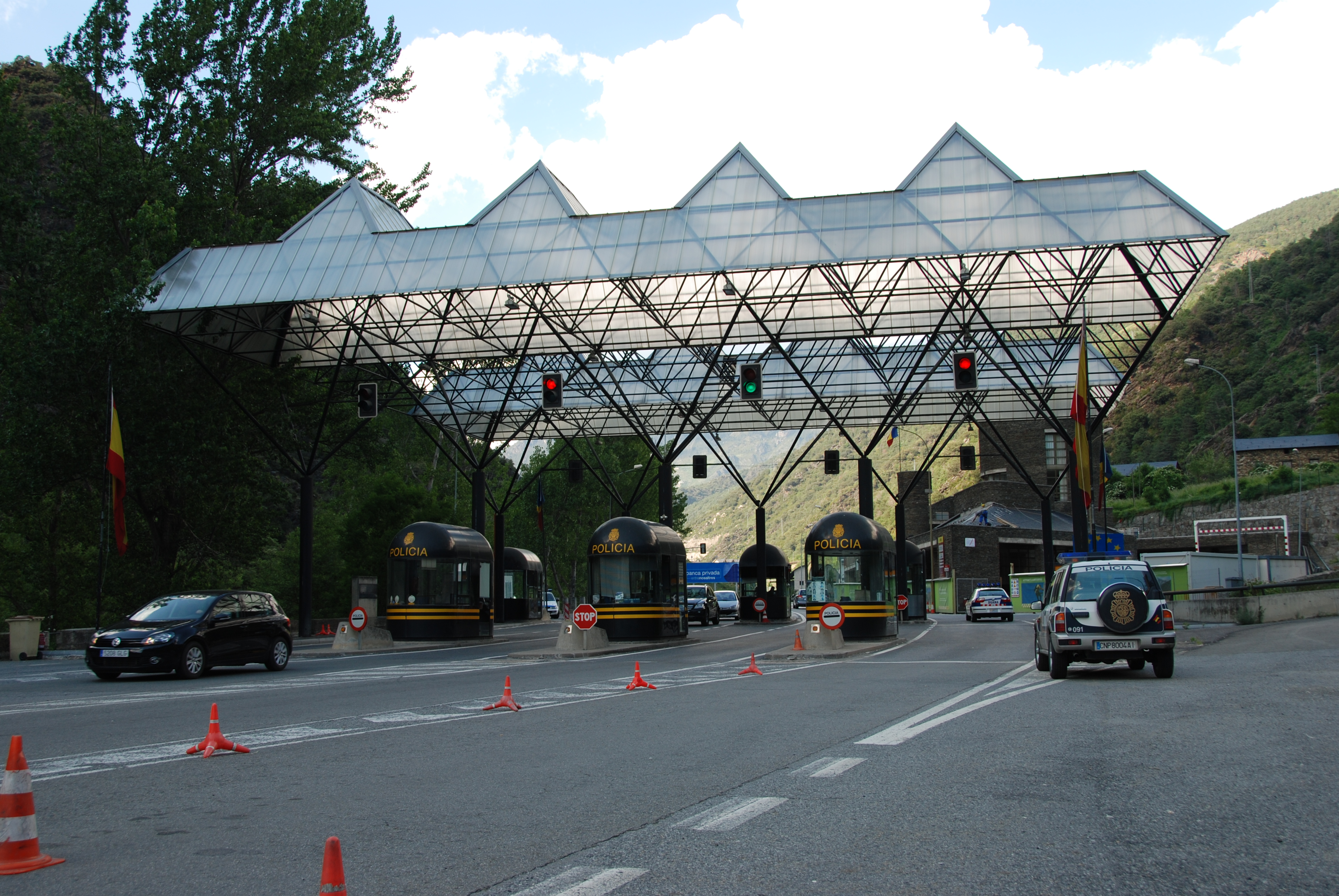
Le poste frontière de La Farga de Molas

### Entre l'Andorre et le Pallars Sobirà
La frontière entre l'Andorre et le Pallars Sobirà suit initialement la ligne de crête du massif du Coma Pedrosa et concorde avec la délimitation naturelle des bassins hydrographiques (bassin de la Valira del Nord côté andorran et de la Noguera de Vallferrera côté espagnol). La frontière passe par de hauts sommets : pic de Baiau (2 772 m), agulla de Baiau (2 860 m), pic de Sanfonts (2 889 m) et pic del Port Vell (2 653 m). Le port de Baiau permet la communication entre les deux pays et accueille le tracé du GR 11 espagnol. Ce segment est le siège d'un programme de protection environnementale transfrontalier : le parc pyrénéen des trois nations (regroupant entre autres le parc naturel des vallées du Coma Pedrosa côté andorran et le parc naturel de l'Alt Pirineu côté espagnol). Au sud du massif de Coma Pedrosa, la frontière se poursuit vers le port de Cabús, voie de communication naturelle entre l'Andorre et l'Espagne, puis vers le pic de la Basera (2 692 m).

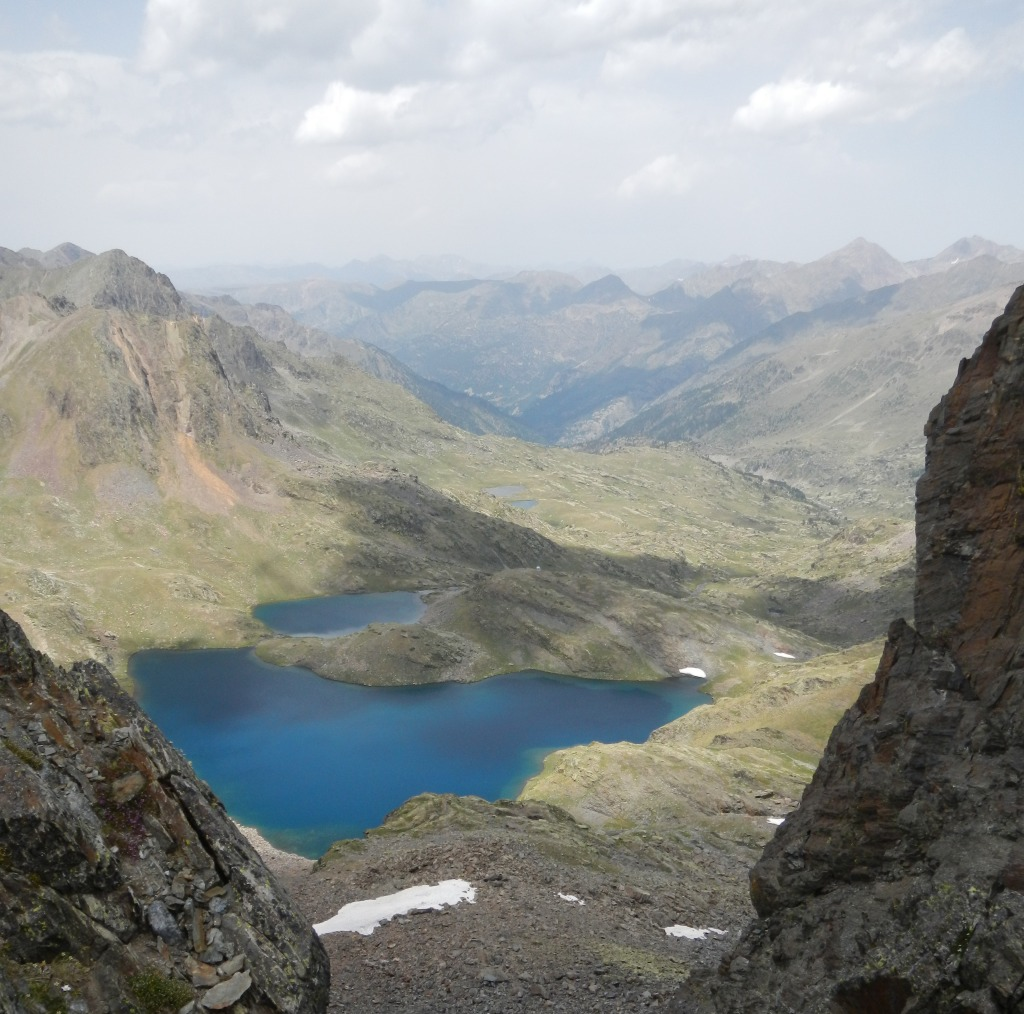
Les estanys de Baiau au pied du pic de Baiau (côté espagnol).
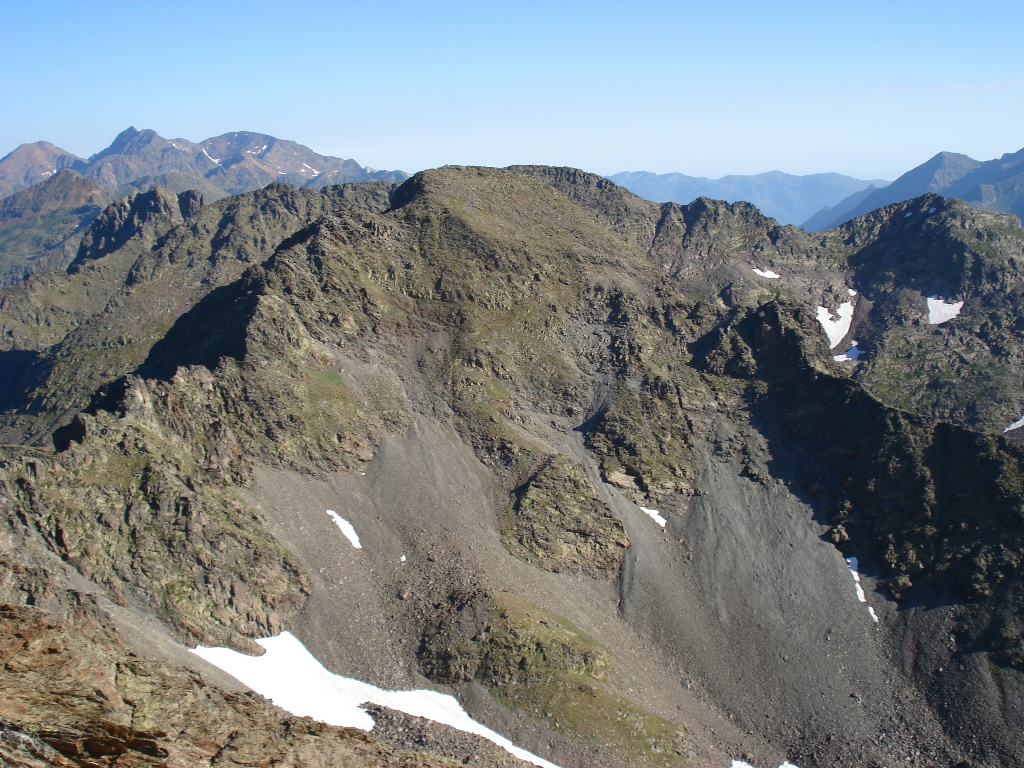
Le massif du Coma Pedrosa

### Entre l'Andorre et l'Alt Urgell
À l'est du pic de la Basera, le tracé de la frontière redescend paradoxalement vers le fond de la vallée de Setúria (ou vallée d'Os) qu'elle traverse de part en part. Elle suit ensuite la ligne de crête du versant oriental de cette dernière jusqu'à la serra d'Enclar avant de re-traverser le bas de la vallée. Elle longe ensuite naturellement la ligne de crête jusqu'au bas de la vallée de la Valira pour atteindre le confluent entre cette dernière et le riu Runer à une altitude de 840 m.
Ce trajet paradoxal de la frontière aboutit à la constitution de la périclave (« enclave pratique ») d'Os de Civís. Ce village appartient administrativement à l'Alt Urgell mais se trouve du point de vue de la géographie physique du côté andorran (en appartenant au bassin hydrographique de la Valira). Il n'est ainsi possible de rejoindre le village par la route que depuis l'Andorre.
La vallée de la Valira constitue la principale voie de communication entre les deux pays. On y retrouve la jonction entre la route CG-1 côté andorran (venant de Sant Julià de Lòria) et la route N-145 côté espagnol (venant de La Seu d'Urgell) à hauteur du poste frontière de La Farga de Molas.
À l'est de la vallée de la Valira, la frontière est matérialisée par le cours du riu Runer jusqu'au coll de Pimés. Celle-ci se poursuit ensuite le long de la ligne de crête séparant le bassin de la Valira du bassin du riu de Bescaran en passant par le pic Negre de Claror (2 644 m) et le Monturull (2 754 m).

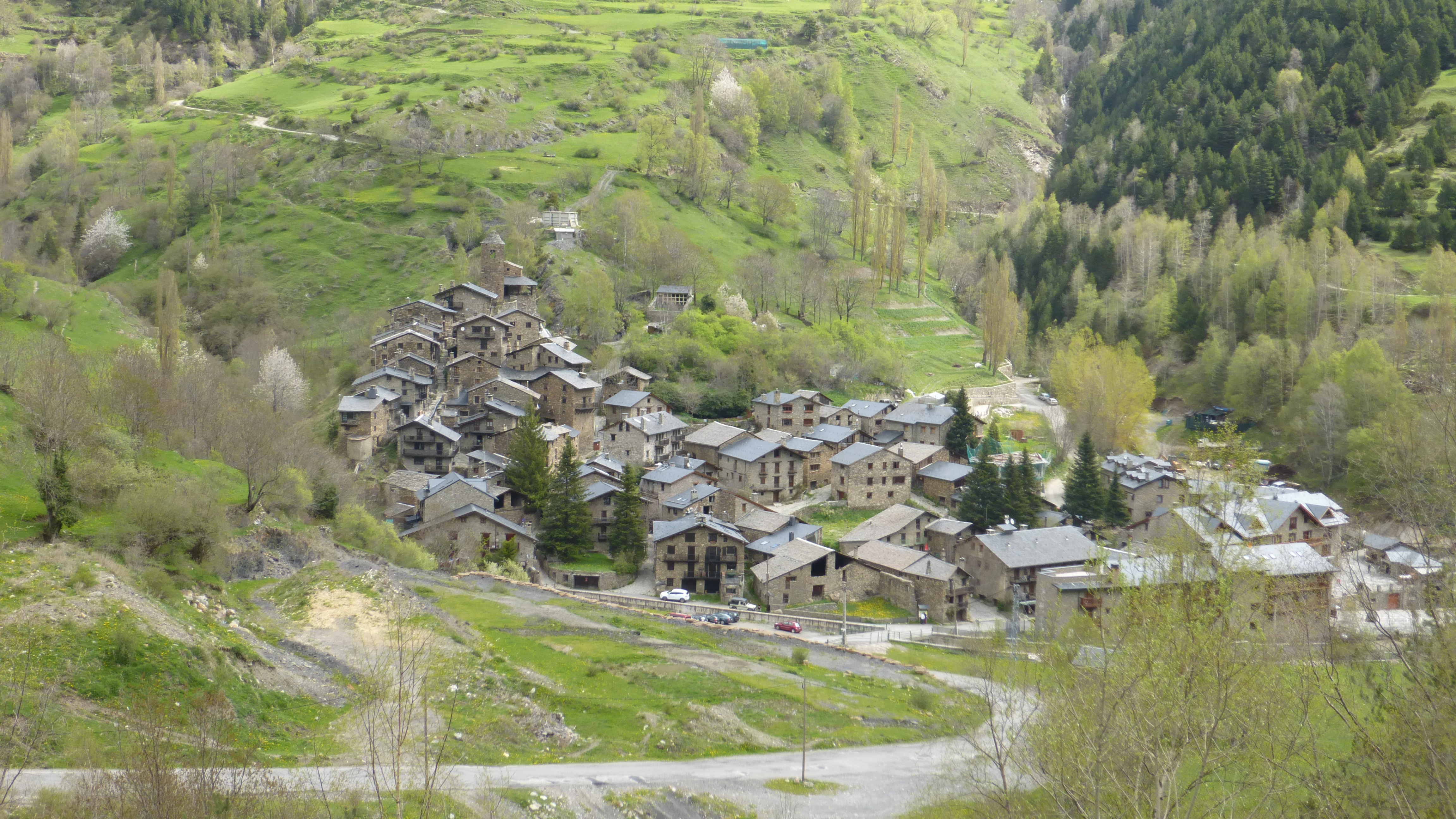
Le village espagnol enclavé d'Os de Civís
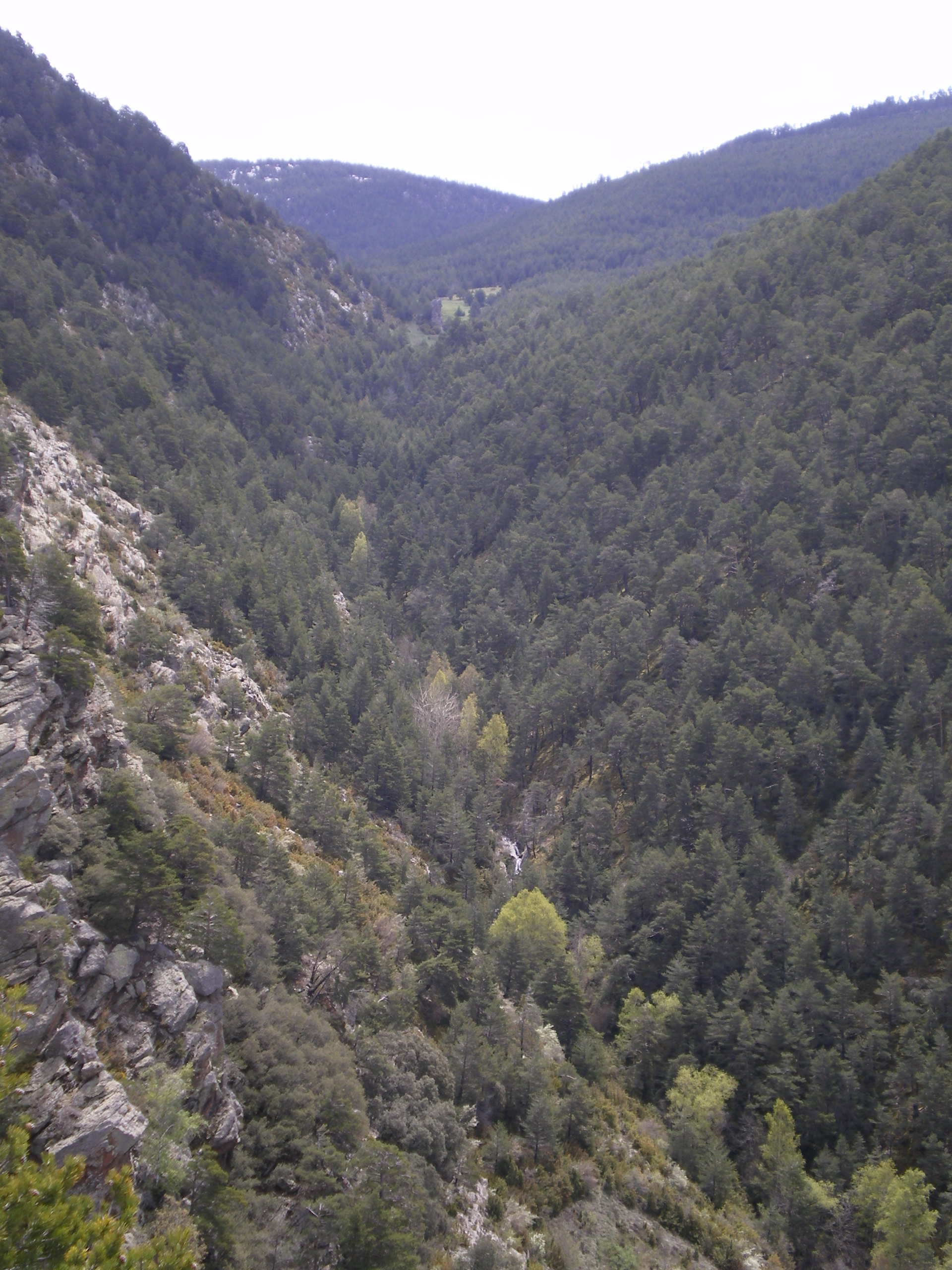
La vallée du Runer marquant la frontière hispano-andorrane à l'est de la vallée de la Valira
Carte des bassins hydrographiques d'Andorre montrant la discontinuité du bassin de la Gran Valira en vert en lien avec la périclave d'Os de Civís

### Entre l'Andorre et la Cerdagne
La séparation entre la paroisse d'Escaldes-Engordany et la Cerdagne suit la ligne de crête opposant au nord le bassin de la Valira d'Orient et au sud celui du riu de la Llosa. Cette ligne de crête comporte de hauts sommets tels que le pic del Sirvent (2 723 m), le pic dels Estanyons (2 838 m), le pic de Setut (2 868 m) et la tosseta de Vallcivera (2 848 m). Elle surplombe côté andorran la vallée du Madriu-Perafita-Claror, seul site de l'Andorre à être classé au patrimoine mondial de l'UNESCO.
La portion terminale de la frontière hispano-andorrane, à hauteur de la paroisse d'Encamp quitte paradoxalement la ligne de crête pour inclure au territoire andorran une partie de la Vallcivera située géographiquement du côté espagnol (bassin du riu de la Llosa) et comprenant notamment l'estany de Montmalús. La frontière hispano-andorrane se termine à l'est à hauteur du tripoint oriental Andorre-France-Espagne (42° 30′ 09″ N, 1° 43′ 34″ E).

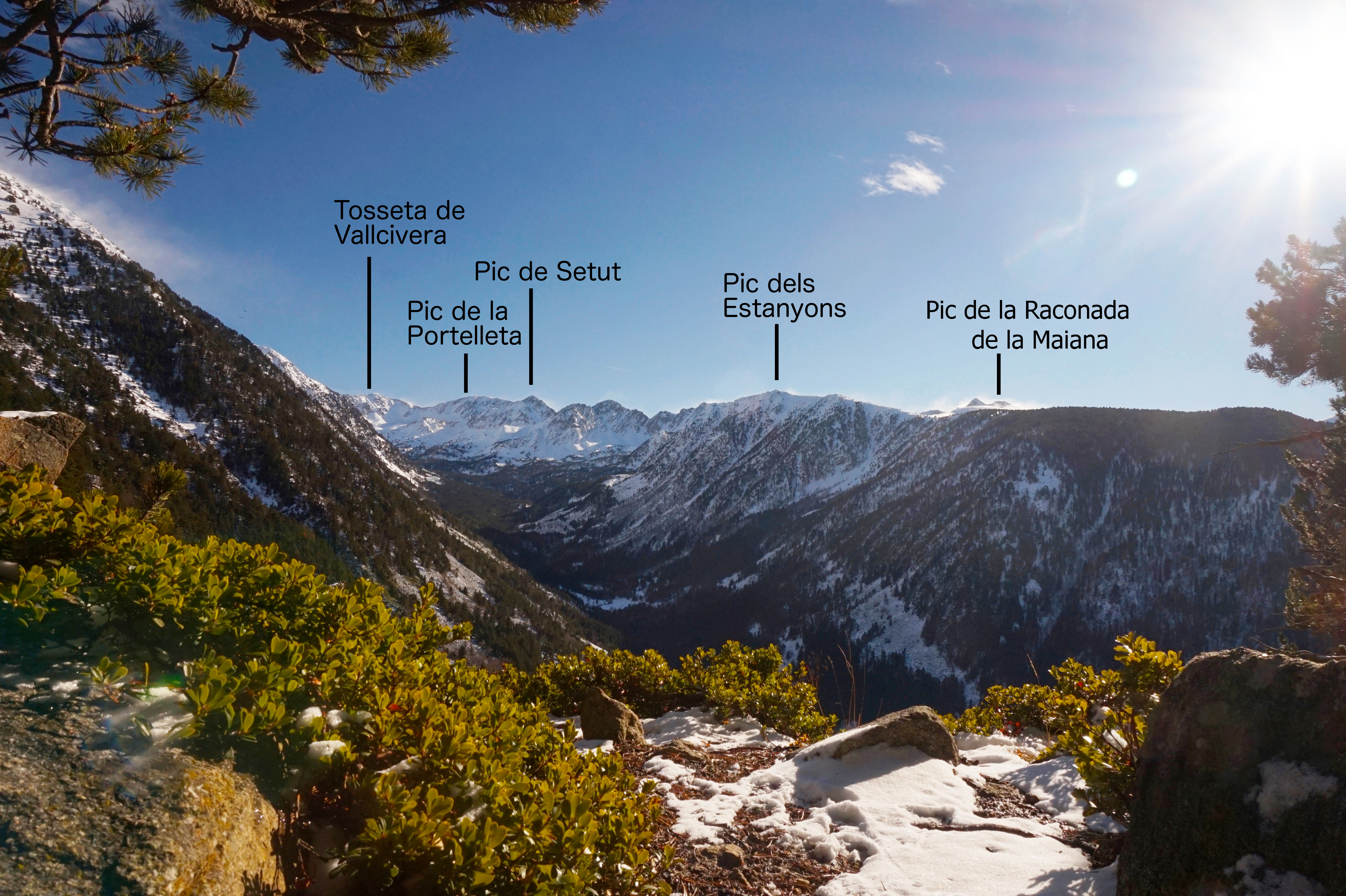
Vue de la vallée du Madriu et des sommets marquant la frontière.
Carte des bassins hydrographiques d'Andorre avec en bleu la partie du territoire andorran situé sur le bassin hydrographique du riu de la Llosa

## Histoire du tracé

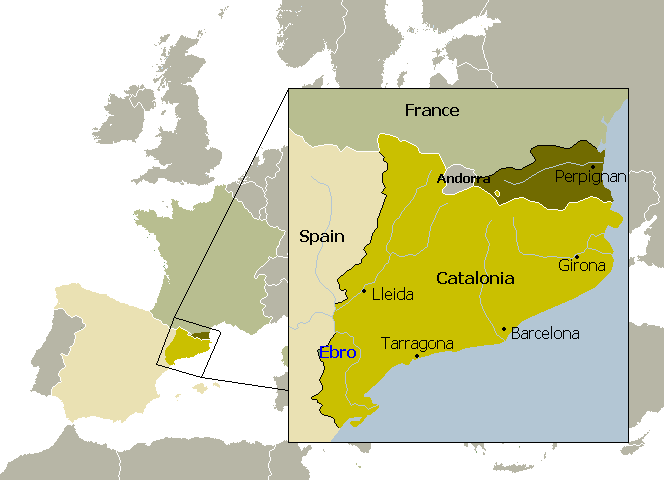
Partition de la Catalogne par le traité des Pyrénées

Les frontières de l'Andorre ont été particulièrement stables au cours de l'Histoire dans la mesure où le pays est resté à l'écart des principaux conflits militaires. Un document de 1007 mentionne déjà le cours du riu Runer comme limite méridionale de l'Andorre, mais également le Pallars Sobirà et la Cerdagne comme limites respectivement occidentale et orientale sans toutefois donner plus de détails. Même le traité des Pyrénées, signé en 1659 à la suite de la guerre des faucheurs, qui a profondément remanié la frontière entre la France et l'Espagne (y compris en Cerdagne) n'a eu que peu d'influence sur la frontière hispano-andorrane si ce n'est de déplacer vers le sud le tri-point oriental France-Andorre-Espagne.
Il en résulte que pendant tout le Moyen-Âge et jusqu'à une époque assez récente, le problème de la frontière hispano-andorrane s'est limité à un problème d'attribution des zones de pâtures aux bergers des environs. Cette attribution était gérée localement par les deux partis par le système de l'empriu (ca). L'empriu constitue un « territoire d'usage » et non pas une authentique limite administrative. Les déviations de la frontière hispano-andorrane hors des limites orographiques ou hydrographiques naturelles (comme dans la Vallcivera) ont pour origine ce système.
La fixation globale du tracé de la frontière tel qu'il apparaît de nos jours remonte à la signature d'une convention en 1858 entre l'Andorre (représentée par le Conseil de la Terre et l'Espagne). La valeur légale de celle-ci est discutée puisqu'en vertu du paréage partageant le souveraineté de l'Andorre l'Espagne et la France, cette dernière aurait dû approuver la convention, ce qui ne fut pas le cas. De plus, toujours du fait du paréage, le Conseil de la Terre ne constituait pas un gouvernement souverain. Outre sa valeur légale controversée, la délimitation de la frontière fournie par la convention manque de rigueur et des discordances existent entre les cartes topographiques des différents partis. Les différences toponymiques des sommets entre l'Andorre et l'Espagne y ajoutant encore de la confusion (exemple : le pic de la Portelleta pour les andorrans se nomme Tossa Plana de Lles en Cerdagne).
Dans les années 1940, l'Espagne franquiste se lance dans la construction de la Ligne P, un gigantesque ouvrage défensif censé protéger sa frontière pyrénéenne. Dans le cadre de ce projet, des complexes défensifs (bunkers) devaient être érigés en nombre à la frontière hispano-andorrane afin de prémunir l'Espagne d'une éventuelle invasion étrangère passant par le territoire andorran. Seuls quatre bunkers furent finalement construits à proximité du coll de Cintó. Ils sont accessibles de nos jours depuis La Rabassa et notamment depuis le refuge de Roca de Pimes et se trouvent sur la route du pic Negre de Claror,,,

## Économie frontalière et transfrontalière
Parce qu'il n'est pas membre de l'Union européenne, l'Andorre est en mesure de vendre une large gamme de produits exempts de droits, y compris l'alcool, du parfum et des cigarettes.

### Contrebande
En raison de la faible taxation du tabac en Andorre, il existe une importante contrebande entre les deux pays, elle s'effectue au niveau du poste frontalier de La Farga de Moles mais souvent en pleine montagne au travers des cols frontaliers. La Garde civile se charge de la surveillance de la frontière et de l'arrestation des contrebandiers du côté espagnol.